# Procryptocerus sampaioi
Procryptocerus sampaioi är en myrart som beskrevs av Auguste-Henri Forel 1912. Procryptocerus sampaioi ingår i släktet Procryptocerus och familjen myror. Inga underarter finns listade i Catalogue of Life.